# 336 Samodzielna Gwardyjska Brygada Piechoty Morskiej
336 Samodzielna Gwardyjska Białostocka Brygada Piechoty Morskiej (ros. 336-я отдельная гвардейская Белостокская орденов орденов Жукова, Суворова и Александра Невского бригада морской пехоты (336-я обрмп)) – samodzielny związek taktyczny Sił Zbrojnych Federacji Rosyjskiej w strukturach Floty Bałtyckiej Zachodniego Okręgu Wojskowego.

## Historia
Brygada wywodzi się ze sformowanego w 1942 roku 347 Pułku Strzelców, który w składzie 308 Dywizji Strzelców (przeformowanej w 120 Gwardyjską Dywizję Strzelców) przeszedł szlak bojowy od Stalingradu do Łaby. Za zasługi bojowe pułk przeformowany został 25 września 1943 roku w 336 Gwardyjski pułk strzelecki. Wojnę zakończył z tytułem „Gwardyjski”, nazwą wyróżniającą „Białostocki”, Orderem Suworowa oraz Aleksandra Newskiego.
Po wojnie dyslokowany został w Mińsku, w składzie 120 Dywizji. W 1957 roku stał się pułkiem zmechanizowanym. W 1963 roku, zgodnie z Dyrektywą Ministra Obrony ZSRR nr org./3/50340 przemianowano go na 336 pułk piechoty morskiej i przemieszczono do Bałtijska. W 1979 roku przeformowano go w 336 Brygadę Piechoty Morskiej z zachowaniem nazw wyróżniających i orderów.
Brygada w czasach ZSRR uczestniczyła w licznych ćwiczeniach wojskowych, takich jak „Odra-Nysa”, „Ocean-70”, „Zapad-81”, „Ocean-85”, „Jesień-88”. Pododdziały brygady pełniły też rotacyjną służbę dyżurną na Morzu Śródziemnym, Morzu Czerwonym, czy u wybrzeży Angoli. W czasie rozpadu ZSRR pododdziały brygady zabezpieczały obiekty Floty Bałtyckiej, a także obiekty w Kłajpedzie, Tallinnie, Rydze i Lipawie.
W składzie Sił Zbrojnych Federacji Rosyjskiej brygada uczestniczyła w I wojnie czeczeńskiej, a także w ćwiczeniach „Baltops-2003” i „Baltops-2004” oraz „Zapad-2009”.
W 2022 wzięła udział w inwazji na Ukrainę. 4 listopada 2022 r. odznaczona Orderem Żukowa.

## Skład
- Dowództwo i sztab – Bałtijsk;
- kompania strzelców wyborowych;
- kompania łączności;
- bateria ppk;
- kompania miotaczy ognia;
- kompania inżynieryjno-desantowa;
- kompania zabezpieczenia technicznego;
- kompania medyczna;
- pluton komendancki;
- 877 batalion piechoty morskiej – Sowieck;
- 879 batalion desantowo-szturmowy – Bałtijsk;
- 884 batalion piechoty morskiej – Bałtijsk;
- 724 batalion rozpoznawczy – Bałtijsk;
- 1612 dywizjon artylerii samobieżnej – Miecznikowo;
- 1592 dywizjon artylerii samobieżnej – Miecznikowo;
- 1618 dywizjon artylerii przeciwlotniczej – Pieriesławskoje.

## Dowódcy brygady
- płk W. Goworow – 1979–1982;
- płk A. Szeregeda – 1982–1984;
- płk Aleksandr Otrakowskij – 1984–1990;
- płk Jewgienij Koczeszkow – 1990–1995;
- płk N. Artamonow – 1995–1999;
- płk Aleksandr Darkowicz – 1999–2002;
- płk Andriej Guszczin– 2003–2006;
- płk Oleg Darżapow – 2006–2009;
- płk A. Anosow – 2009–2016;
- płk Andriej Łazutkin – 2016–2021;
- płk Igor Kołmykow – 2021–.